# Psychotria xanthochlora
Psychotria xanthochlora är en måreväxtart som beskrevs av Karl Moritz Schumann. Psychotria xanthochlora ingår i släktet Psychotria och familjen måreväxter. Inga underarter finns listade i Catalogue of Life.